# Suaeda baccata
Suaeda baccata är en amarantväxtart som beskrevs av Peter Forsskål och Johann Friedrich Gmelin. Suaeda baccata ingår i släktet saltörter, och familjen amarantväxter. Inga underarter finns listade i Catalogue of Life.